# Dream for an Insomniac
Dream for an Insomniac es una comedia romántica del 1996 escrita y dirigida por Tiffanie DeBartolo. La protagoniza Ione Skye, Jennifer Aniston y Mackenzie Astin.

## Trama
Frankie (Ione Skye), un intelectual trabajando en el café de su tío Leo's Cafe Blue Eyes, espera conocer a su amor ideal, mientras confía en su amiga (Jennifer Aniston). David Shrader (Mackenzie Astin), toma un trabajo en el café, pero está comprometido con Molly (Leslie Stevens), quien estudia derecho, y eventualmente elige a Frankie sobre su prometida, siguiéndola a Los Ángeles, dónde se ha unido Allison, quién está explorando su carrera de actriz. Una trama secundaria tiene a Rob (Michael Landes), el hijo gay de Leo (Seymour Cassel), tratando de convencer a su padre que es heterosexual, con la ayuda de Allison. Después de que Allison y Frankie se van, Rob sale del clóset.

## Recepción
La película recaudó sólo $26 000 en el país. Rotten Tomatoes le dio una calificación acumulativa de un 50%.